# Laguian e Masons
Laguian e Masons (en francès Laguian-Mazous) és un municipi francès situat al departament del Gers i a la regió d'Occitània.

## Demografia
| 1962                                       | 1968 | 1975 | 1982 | 1990 | 1999 | 2006 |
| ------------------------------------------ | ---- | ---- | ---- | ---- | ---- | ---- |
| 239                                        | 243  | 217  | 250  | 237  | 303  | 275  |
| Des de 1962: població sense dobles comptes |      |      |      |      |      |      |

## Administració
| Període   | Identitat         | Partit        |
| --------- | ----------------- | ------------- |
| 2001-2008 | Gérard Dabezies   | Divers droite |
| 2008-     | Jean-Claude Dazet |               |